# Amira Badr Mahmud
Amira Badr Mahmud (arab. أميره بدر محمود بدر; ur. 5 stycznia 1987) – egipska zapaśniczka walcząca w stylu wolnym. Brązowa medalistka mistrzostw Afryki w 2015 i piąta w 2012 roku.